# インチトゥトヒル

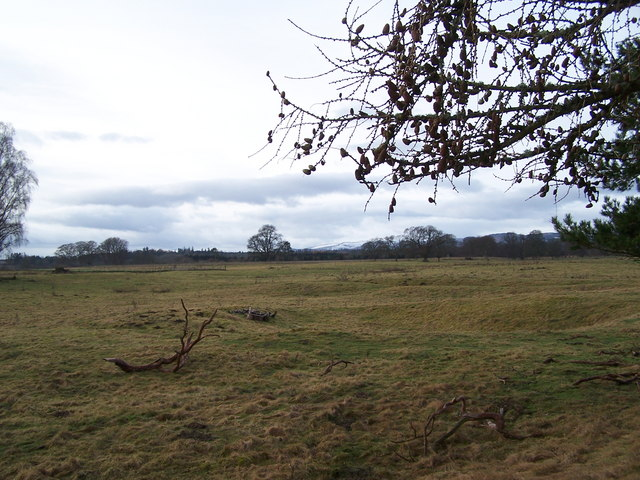
インチタシルの要塞跡

インチタシル (Inchtuthil) は、スコットランドのパース・アンド・キンロスにある古代ローマの要塞の遺跡。

## 概要
パース・アンド・キンロスのテイ川の近くに位置しており、西暦82年または83年に構築されたと考えられる要塞。ローマ時代の要塞としては比較的良好な状態で保存されている。考古学者であるイアン・リッチモンドによって1952年から1965年にかけて発掘調査が実施され、その時の発掘調査では大量の釘(ローマンネイル)が発見された。おそらく西暦87年に埋められたと考えられ、釘は3.6m深さの穴に1.8mの踏み固められた土で覆われた状態で約90万本が発見された。2000年近く経過しているにもかかわらず、比較的良好な状態で保存されていた。それらは長期間に渡り地下に保存されていたので放射性廃棄物の地層処分に必要な知見を得ることができる。

## 文献
- Angus, N. S., G. T. Brown, and H. F. Cleere. "The iron nails from the Roman legionary fortress at Inchtuthil, Perthshire." Journal of the Iron and Steel Institute 200 (1962): 956-968.
- Pitts, L., and J. St Joseph. "Inchtuthil. The Roman Legionary Fortress, Excavations 1952-1965." Britannia monograph series 6 (1985).
- Miller, William, et al., eds. Geological disposal of radioactive wastes and natural analogues. Vol. 2. Elsevier, 2000. ISBN 9780080438535
- Mattingly, David. "Historical Map and Guide of Roman Britain. Text by S. Esmonde Cleary. Ordnance Survey, Southampton, 2001. Britannia 33 (2002): 383-384. ISBN 9780319290293
- Crossland, I. Corrosion of iron-based alloys–evidence from nature and archaeology. Crossland Report CCL/2006/02, Nirex Ltd, Harwell, UK, 2006.
- Mapelli, Carlo, et al. "Nails of the Roman legionary at Inchtuthil." la metallurgia italiana (2009).

## ギャラリー

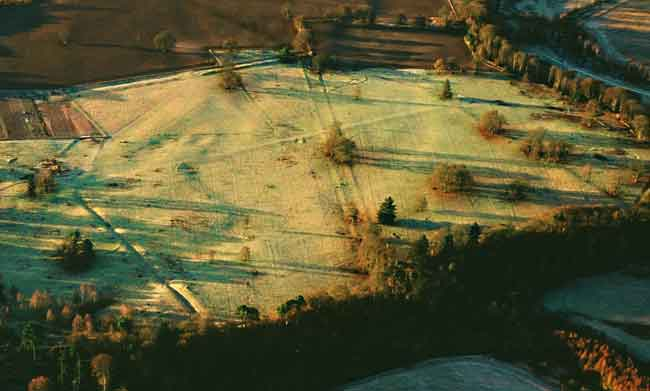
全景
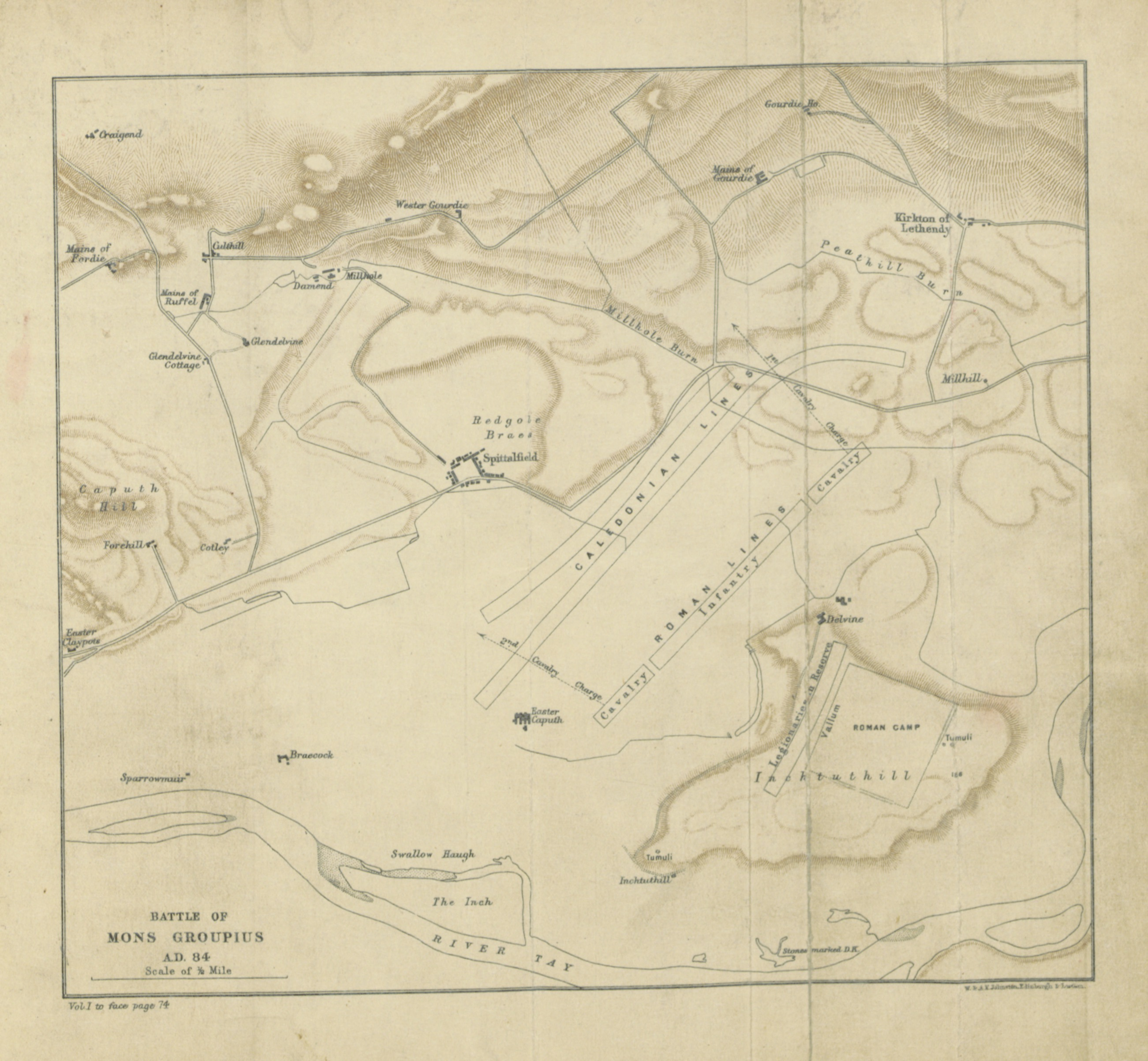
概略図
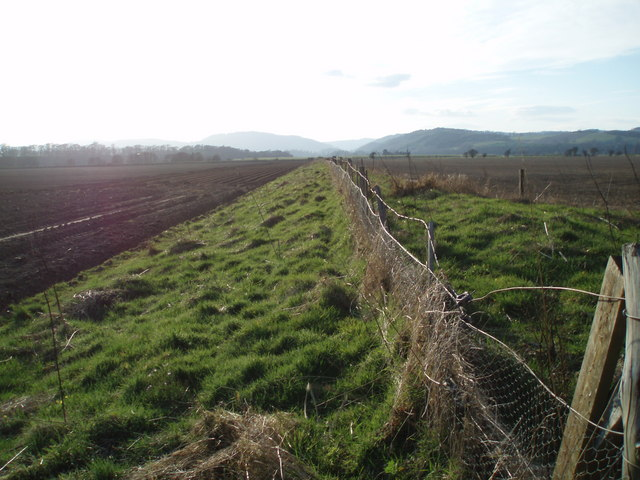
近傍の風景